# Texas Chainsaw Massacre – Die Rückkehr
Texas Chainsaw Massacre – Die Rückkehr (Originaltitel: The Return of the Texas Chainsaw Massacre) ist ein US-amerikanischer Horrorfilm von Autor, Regisseur und Produzent Kim Henkel aus dem Jahr 1994. Der Film ist eine Co-Produktion von Genre Pictures, Return Productions, River City Films und Ultra Muchos Productions im Verleih von New Line Cinema in den USA. Er kam erst am 22. September 1995 in den US-amerikanischen Kinos und wurde am 29. August 1997 in einer gekürzten Version unter dem Titel „The Texas Chainsaw Massacre: The Next Generation“ (siehe Logo) wiederveröffentlicht. Er ist die dritte Fortsetzung zu The Texas Chainsaw Massacre von Tobe Hooper aus dem Jahr 1974. Aus Kim Henkels Sicht stellt der Film eher eine Neuverfilmung des Originals dar als eine Fortsetzung.

## Handlung
Auf dem Heimweg von ihrer Abschlussfeier sind Jenny und ihre Freunde Sean, Barry und Heather unterwegs durch einen dunklen Wald, um eine Umleitung zu fahren. Doch plötzlich taucht ein Fahrzeug auf und fährt die jungen Leute an. Der Fahrer scheint bewusstlos zu sein, und Jenny, Barry und Heather wollen Hilfe holen. Sie kommen zu einem Immobilienbüro bei einer Tankstelle und bitten die dort befindliche Darla, mit ihrem Telefon Hilfe zu rufen. Sean bleibt derweilen allein am Unfallort zurück, wo nach einer Weile ein Abschleppwagen auftaucht. Dort steigt der humpelnde Vilmer aus, tötet den Verletzten, verfolgt den flüchtenden Sean und ermordet diesen.
Jenny, Barry und Heather beschließen, wieder nach den beiden zuvor zurückgelassenen Männern zu sehen, und folgen der Straße bis zur Unfallstelle. Dort ist niemand zu sehen, und sie kehren zum Unfallort im Wald zurück. Ein vorbeifahrender Pickup ignoriert sie und sie erreichen zu Fuß ein altes Haus. Dort erwartet sie Leatherface, der sich Heather schnappt und an einem Fleischerhaken aufhängt. Nun muss Jenny um ihr Überleben kämpfen und flüchtet zunächst zurück zu Darla. Nach mehreren Verfolgungsjagden wird sie von der Sawyer-Familie gefangen genommen. Dort soll sie ermordet und gegessen werden. Sie flieht, verfolgt von Leatherface und Vilmer. Vilmer wird durch ein tieffliegendes Flugzeug getötet, während sich Jenny retten kann. Sie wird in ein Krankenhaus gebracht, wo ihr Sally Hardesty im Rollstuhl begegnet. In der Schlusseinstellung sieht man, wie Leatherface seine Motorsäge in Verzweiflung schwingt.

## Hintergrund
- Die Dreharbeiten mit einem Budget von rund 600.000 – 1 Million US-Dollar fanden unter anderem in Pflugerville und Austin, Texas, USA statt.

- Der Film bekam sehr schlechte Kritiken und floppte an den Kinokassen. Der Film spielte ca. 142.000 US-Dollar ein.[2]

- Kim Henkel war auch schon beim ersten Original Blutgericht in Texas als Co-Drehbuchautor von Tobe Hooper beteiligt.

- Die Indizierung des Films wurde im Juni 2019 wieder aufgehoben.[3] Eine Neuprüfung durch die FSK ergab eine Freigabe ab 18 Jahren für die ungekürzte Fassung.[4]

## Auszeichnungen
- 1997 nominiert als beste Videoveröffentlichung für den Saturn Award bei den Academy of Science Fiction, Fantasy und Horror Film Awards in den USA.

## Kritik
„Unerquicklicher Horrorfilm, der seine Berechtigung aus der Berühmtheit des Vorgängers ziehen will.“